# سيكيهان
سيكيهان (باليابانية: 赤飯) هو طبق أرز شرق آسيوي يتكون من أرز مطبوخ مع فاصولياء الازوكي.
يحضر عادة طبق سيكيهان التقليدي في المناسبات الاحتفالية مثل أعياد الميلاد وحفلات الزفاف وفي بعض المناطق يقدم في الجنازات أيضا.

## المكونات
- أرز (غالباً أرز موتشيغومي اللزج)
- فاصولياء الازوكي
- ملح
- سمسم أسود

## طريقة الطهي
- أولا، ضعوا فاصولياء الازوكي في مصفاة واغسلوها وصفوها. بعد ذلك ضعوا الفاصولياء في قدر واملأوه بالماء حتى تتغطى الفاصولياء. ضعوا القدر على النار حتى يغلي ثم صفوا الماء الساخن.
- ضعوا الفاصولياء مجددا في القدر وأضيفوا إليها الماء وضعوها على نار متوسطة حتى تغلي. بمجرد أن يبدأ الماء في الغليان خفضوا مستوى النار وضعوا غطاء على القدر. اسلقوا فاصولياء الازوكي لمدة تتراوح ما بين 18 و20 دقيقة. احتفظوا بالنار عند المستوى الهادئ لمنع الفاصولياء من أن تطهى بسرعة وتنقسم.
- بعد مرور 18 دقيقة ارفعوا الغطاء عن القدر وتناولوا حبة فاصولياء لفحص مدى ليونتها. إذا كانت لينة باستثناء مركزها فذاك يعني أن الوقت قد حان لإطفاء النار.
- باستخدام مصفاة وإناء، صفوا فاصولياء الازوكي واحتفظوا بالماء الذي طهيناه فيه. غطوا حبوب الفولياء بغشاء بلاستيكي أو غطاء لمنعها من الجفاف.
- ضعوا الإناء الذي يحتوي على الماء الذي طهينا فيه فاصولياء الازوكي في إناء أكبر منه مليء بالماء البارد. اغرفوا ماء طهي الفاصولياء واسكبوه مجددا في الإناء لكي يتأكسد عن طريق تعريضه للهواء. هذه الخطوة ستساعدكم على الحصول على سائل ذي لون أكثر بريقا.
- ضعوا الأرز في مصفاة واغسلوه بشكل خفيف. بعد ذلك اخلطوا واغسلوا الأرز جيدا عن طريق فرك الحبات مع بعضها البعض باستخدام أصابعكم عشر مرات. اغسلوا الأرز مرتين واتركوه داخل المصفاة لمدة 10 دقائق تقريبا حتى يتصفى من الماء.
- بعدما تصبح درجة حرارة الماء الذي طهينا فيه فاطولياء الازوكي بنفس درجة حرارة الغرفة، ضعوا الأرز في قدر واسكبوا عليه ماء الطهي. إذا كان لديكم كمية قليلة أضيفوا بعضا من الماء العادي للحصول على الكمية الكافية.
- اتركوا الأرز يتشرب السائل لمدة تتراوح ما بين 30 و40 دقيقة. أضيفوا الملح واخلطوا الكل. بعد ذلك أضيفوا فاصولياء الازوكي فوق الأرز وغطوا القدر واتركوه يطهى على نار متوسطة.
- عندما يبدأ القدر بالغليان خفضوا النار إلى المستوى الهادئ واطهوا الأرز لمدة 12 دقيقة إضافية. بعد مرور 12 دقيقة أطفئوا النار واحتفظوا بالغطاء على القدر حتى يستكمل الأرز استواءه على البخار لمدة 10 دقائق.
- والآن نحضر الملح المتبل غوماشيو. ضعوا حبات السمسم الأسود والملح في مقلاة وحمروهما على نار منخفضة. بمجرد أن تبدأ حبات السمسم بإصدار رائحة زكية بعد نحو دقيقة، وزعوا غاموشيو فوق ورقة مطبخ واتركوه يبرد.
- اغرفوا حبات فاصولياء الاوزكي من قدر السيكيهان المطهي على البخار وضعوها جانبا. وزعوا الأرز في حاوية كبيرة وضعوا حبات الفاصولياء فوقه ثم بردوه باستخدام مروحة. بعد ذلك قلبوا مزيج الأرز والفاصولياء من الأسفل إلى الأعلى وأنتم تبردونه بالمروحة مجددا.
- بعد أن يبرد السيكيهان، قدموه في سلطانيات أو في صندوق جوباكو خاص مطلي باللك. رشوا عليه بعضا من غوماشيو ثم استمتعوا بتناوله.